# Nacho Faerna
Nacho Faerna (Madrid, 1967) es un escritor y guionista de cine y televisión español.
Tras licenciarse en Ciencias de la Información por la Universidad Complutense de Madrid, participó en un taller de escritura cinematográfica organizado por la Universidad de California en Los Ángeles (UCLA) y completó su formación académica con un Máster en Escritura de guiones cinematográficos por la Universidad Autónoma de Madrid, impartido, entre otros, por José Luis Borau.
Faerna es autor del guion de La mujer más fea del mundo (1999), primer largometraje dirigido por Miguel Bardem, con quien ya había colaborado anteriormente como guionista del cortometraje La madre, protagonizado por Pilar y Javier Bardem y galardonado con el Goya al Mejor Cortometraje de Ficción de 1996.
Es el creador de la serie de televisión La fuga (Telecinco), de la que también fue guionista y productor ejecutivo. Desempeñó ambas funciones en las miniseries La piel azul (Antena 3) y El asesinato de Carrero Blanco (TVE/EtB), y en la serie El Comisario (Telecinco). Entre sus trabajos como guionista para televisión destacan Amar en tiempos revueltos (TVE), El súper. Historias de todos los días (Telecinco) e Inocente, Inocente (FORTA).
Además de sus trabajos para el cine y la televisión, Nacho Faerna ha escrito dos novelas: Quieto (que fue finalista del Premio Tigre Juan 2001 a la mejor ópera prima de narrativa) y Bendita democracia americana (2004), publicadas ambas por Ediciones B. También es autor de un libro para niños titulado Olvídate de subir a los árboles (2004), publicado por Edebé.
En diciembre de 2014 estrena Prim, el asesinato de la calle del Turco en TVE como productor ejecutivo y guionista -firmado junto a Virginia Yagüe- producida por Shine Iberia, donde ejerce la dirección de ficción en la actualidad. Ese mismo año aparecería en papel una novela del mismo título.